# Natalja Anatoljewna Petrusjowa
Natalja Anatoljewna Petrusjowa (russisch Наталья Анатольевна Петрусёва; * 2. September 1955 in Pawlowski Possad) ist eine ehemalige sowjetische Eisschnellläuferin. In den frühen 1980er-Jahren gehörte sie neben Karin Enke zu den weltweit stärksten Mehrkämpferinnen. Zwischen 1980 und 1982 gewann sie drei Weltmeister- und zwei Europameistertitel. Bei den Winterspielen 1980 wurde Petrusjowa 1000-Meter-Olympiasiegerin, insgesamt stand sie 1980 und 1984 viermal auf dem olympischen Podium.

## Sportlicher Werdegang

### Anfänge als Juniorin (bis 1976)
Petrusjowa wuchs in der nahe Moskau gelegenen Stadt Pawlowski Possad auf. Der örtliche Trainer Juri Michailow rekrutierte sie nach der erfolgreichen Teilnahme an einem Leichtathletikwettkampf im Herbst 1969 für die Eisschnelllauf-Sportabteilung. Früh gelangen ihr gute Resultate, im Winter 1971 wurde sie in ihrer Altersklasse Regionalmeisterin über 1000 Meter. Nach ihrem Schulabschluss 1972 wechselte sie zum staatlichen Institut für Leibeserziehung in Moskau. Dort trainierte sie zunächst bei Jelena Stepanenko, die zuvor unter anderem mit der Olympiasiegerin Klara Gussewa zusammengearbeitet hatte; nach wenigen Jahren übernahm ihr späterer Ehemann Anatoli Petrusjow die Betreuung. Im Winter 1974/75 lief Petrusjowa für die sowjetische Junioren-Nationalmannschaft und bestritt bei der Junioren-WM 1975 ihre erste internationale Meisterschaft, die sie übertrainiert als 15. abschloss. Ein Jahr später belegte sie in ihrem letzten Jahr als Juniorin in Madonna di Campiglio den vierten Rang in der WM-Mehrkampfwertung, über 500 und 3000 Meter gehörte sie jeweils zu den drei schnellsten Athletinnen. Im Februar und März 1976 stellte sie auf der Bahn von Medeo mehrere Juniorenweltrekorde auf.

### Aufstieg ins Nationalteam und internationale Erfolge (1977 bis 1985)

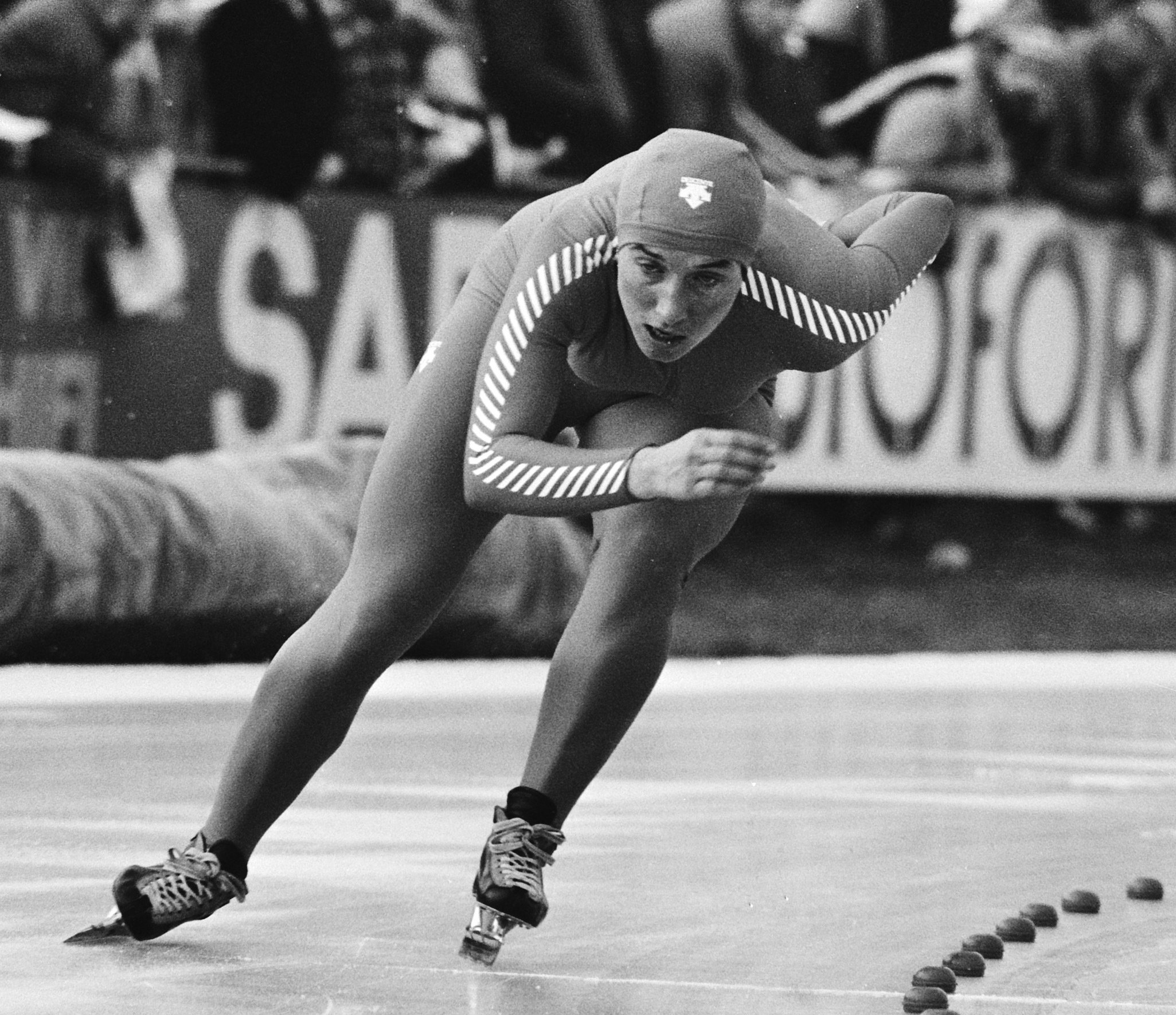
Petrusjowa bei der Europameisterschaft 1983

Schwangerschaftsbedingt setzte Petrusjowa den Winter 1976/77 aus, fing aber kurz nach der Geburt ihres Sohnes im Frühjahr 1977 wieder mit dem Training an und stieg 1978 in das von Boris Stenin geleitete sowjetische Nationalteam auf. Dort etablierte sie sich schnell als eine der führenden Athletinnen: Im Januar 1979 wurde sie beim Sieg Tatjana Awerinas Dritte der sowjetischen Mehrkampf-Meisterschaften, einen Monat später gewann sie hinter der auf allen vier Teilstrecken siegreichen US-Amerikanerin Beth Heiden die Silbermedaille bei der Allround-Weltmeisterschaft. 1980 lief Petrusjowa bei der WM in Hamar Bestzeiten über 500, 1000 sowie 1500 Meter und sicherte sich damit den Titel im Mehrkampf, in dessen Gesamtwertung sie einen Punkt vor Heiden lag. Als Mitfavoritin reiste sie zu den olympischen Wettkämpfen in Lake Placid. Dort lief sie über 500 Meter zur Bronzemedaille, auf der 1000-Meter-Strecke schlug sie im direkten Duell die Silbermedaillengewinnerin Leah Poulos um eine Sekunde, stellte einen olympischen Rekord auf und wurde als einzige sowjetische Eisschnellläuferin bei diesen Winterspielen Olympiasiegerin. Zum Saisonende errang sie ihre ersten beiden von insgesamt fünf nationalen Meistertiteln: In Swerdlowsk setzte sie sich im Allround-Vierkampf gegen Olga Pleschkowa durch, den Sprint-Vierkampf in Medeo entschied sie vor Irina Kowrowa für sich. Ebenfalls in Medeo unterbot Petrusjowa im März 1980 den 1000-Meter-Weltrekord. Auf der Bahn mit besonders günstigen äußeren Verhältnissen verbesserte sie in den frühen 1980er-Jahren insgesamt zehn Mal die Weltbestmarken über 1000 Meter, 1500 Meter und im Vierkampf. Von 1979 bis 1983 führte sie ununterbrochen den Adelskalender an.
Die Hauptkonkurrentin Petrusjowas Anfang der 1980er-Jahre war die sechs Jahre jüngere Karin Enke (1981 bis 1982: verheiratete Karin Busch) aus der DDR, die in Lake Placid Olympiasiegerin über 500 Meter geworden war. 1981 wurde Petrusjowa jeweils vor Enke Europa- und Weltmeisterin im Allround-Vierkampf, während sie bei der Sprint-WM hinter Enke und ihrer Teamkollegin Tetjana Tarassowa die Bronzemedaille gewann. Ein Jahr später verteidigte sie den Europameistertitel und errang zum einzigen Mal den Weltmeistertitel im Sprint-Vierkampf, wurde aber bei der Allround-WM von Enke und Andrea Schöne-Mitscherlich geschlagen. Ab 1983 änderte sich die Zusammensetzung des Allround-Mehrkampfs. Anstelle der 1000-Meter-Distanz liefen die Athletinnen nun über 5000 Meter, wo Petrusjowa bei den Titelkämpfen viel Zeit auf die DDR-Sportlerinnen verlor. Ihre letzten internationalen Medaillen gewann sie bei den Olympischen Winterspielen 1984 in Sarajevo: Auf der 1000-Meter- und der 1500-Meter-Strecke belegte sie dort jeweils hinter Karin Enke und Andrea Schöne den dritten Rang. Bei der Europameisterschaft 1985 trat sie zum letzten Mal bei einem Großereignis an und verpasste als Neunte deutlich ein vorderes Resultat. Nach dem Winter 1984/85 beendete Petrusjowa mit 29 Jahren ihre aktive Sportlaufbahn.

## Persönliches und Würdigung
Natalja Petrusjowa, geborene Perfiljewa, ist die Tochter eines Baumeisters und einer Weberin. Mit ihrem ersten Ehemann und langjährigen Trainer Anatoli Petrusjow hat sie einen Sohn (* 1977). Später ließ sie sich von Petrusjow scheiden und heiratete Wladimir Komarow, der ebenfalls als Eisschnellläufer an Olympischen Spielen teilnahm und Präsident des russischen Eisschnelllaufverbandes war. Ihr Studium am Moskauer Institut für Leibeserziehung beendete Petrusjowa 1977, anschließend studierte sie bis 1986 an der Lomonossow-Universität Moskau. Nach ihrer aktiven Karriere arbeitete sie als Eisschnelllauftrainerin und betreute 2002 die russischen Läufer bei den Olympischen Winterspielen in Salt Lake City.
1980 wurde Petrusjowa als Verdiente Meisterin des Sports der UdSSR ausgezeichnet und erhielt im gleichen Jahr den Orden der Völkerfreundschaft. Sie war die letzte aus einer Reihe von sowjetischen Athletinnen, die den internationalen Eisschnelllauf nach dem Zweiten Weltkrieg über Jahrzehnte prägten. Angefangen mit Marija Issakowa 1948 hatte das Team zahlreiche Mehrkampfweltmeisterinnen gestellt, Petrusjowas Titel bedeutete die letzten WM-Erfolge einer Eisschnellläuferin aus der Sowjetunion. Die russischen Sportlerinnen knüpften nach der Auflösung der Sowjetunion 1991 ebenfalls nicht an diese Erfolgsserie an.

## Statistik

### Olympische Winterspiele
Natalja Petrusjowa war 1980 und 1984 Teil des sowjetischen Olympiaaufgebots. Sie nahm an acht Wettkämpfen teil und gewann eine Gold- sowie drei Bronzemedaillen.
| Olympische Winterspiele | Olympische Winterspiele | 500 m | 1000 m | 1500 m | 3000 m |
| Jahr                    | Ort                     | 500 m | 1000 m | 1500 m | 3000 m |
| ----------------------- | ----------------------- | ----- | ------ | ------ | ------ |
| 1980                    | Lake Placid             | 3.    | 1.     | 8.     | 8.     |
| 1984                    | Sarajevo                | 6.    | 3.     | 3.     | 9.     |

### Mehrkampfweltmeisterschaften
Von 1979 bis 1984 nahm Petrusjowa an fünf Mehrkampfweltmeisterschaften teil und gewann dabei zwei Goldmedaillen, einmal Silber und einmal Bronze. Die folgende Tabelle zeigt ihre Zeiten – und in Klammern jeweils dahinter ihre Platzierungen – auf den vier gelaufenen Einzelstrecken sowie die sich daraus errechnende Gesamtpunktzahl nach dem Samalog und die Endplatzierung. Die Anordnung der Distanzen entspricht ihrer Reihenfolge im Programm der Mehrkampf-WM zur aktiven Zeit Petrusjowas, ab 1983 wurde die Zusammensetzung des Mehrkampfs geändert.
| Mehrkampf-WM | Mehrkampf-WM | 500 m (in Sekunden) | 1500 m (in Minuten) | 1000 m (in Minuten) | 3000 m (in Minuten) | Punkte  | Platz |
| Jahr         | Ort          | 500 m (in Sekunden) | 1500 m (in Minuten) | 1000 m (in Minuten) | 3000 m (in Minuten) | Punkte  | Platz |
| 1979         | Den Haag     | 44,88 (3)           | 2:14,73 (2)         | 1:28,19 (5)         | 4:47,02 (8)         | 181,721 | 2.    |
| 1980         | Hamar        | 43,60 (1)           | 2:15,98 (1)         | 1:25,54 (1)         | 4:44,10 (6)         | 179,046 | 1.    |
| 1981         | Québec       | 42,93 (1)           | 2:13,70 (2)         | 1:25,90 (1)         | 4:51,01 (6)         | 178,947 | 1.    |
| 1982         | Inzell       | 40,99 (2)           | 2:07,03 (2)         | 1:22,28 (2)         | 4:40,55 (7)         | 171,231 | 3.    |
| Jahr         | Ort          | 500 m (in Sekunden) | 3000 m (in Minuten) | 1500 m (in Minuten) | 5000 m (in Minuten) | Punkte  | Platz |
| 1984         | Deventer     | 42,48 (3)           | 4:44,39 (11)        | 2:09,58 (3)         | 8:06,94 (9)         | 181,765 | 4.    |

### Sprintweltmeisterschaften
Von 1981 bis 1984 nahm Petrusjowa an vier Sprintweltmeisterschaften teil und gewann dabei jeweils eine Gold-, eine Silber- und eine Bronzemedaille. Die folgende Tabelle zeigt ihre Zeiten – und in Klammern jeweils dahinter ihre Platzierungen – auf den vier gelaufenen Einzelstrecken sowie die sich daraus errechnende Gesamtpunktzahl nach dem Samalog und die Endplatzierung. Die Anordnung der Distanzen entspricht ihrer Reihenfolge im Programm der Sprint-WM zur aktiven Zeit Petrusjowas.
| Sprint-WM | Sprint-WM | 500 m 1. Rennen (in Sekunden) | 1000 m 1. Rennen (in Minuten) | 500 m 2. Rennen (in Sekunden) | 1000 m 2. Rennen (in Minuten) | Punkte  | Platz |
| Jahr      | Ort       | 500 m 1. Rennen (in Sekunden) | 1000 m 1. Rennen (in Minuten) | 500 m 2. Rennen (in Sekunden) | 1000 m 2. Rennen (in Minuten) | Punkte  | Platz |
| 1981      | Grenoble  | 41,97 (2)                     | 1:25,59 (3)                   | 41,99 0(1)                    | 1:24,92 0(3)                  | 169,215 | 3.    |
| 1982      | Alkmaar   | 41,58 (1)                     | 1:25,69 (1)                   | 41,55 0(1)                    | 1:24,02 0(1)                  | 167,985 | 1.    |
| 1983      | Helsinki  | 42,16 (4)                     | 1:24,27 (2)                   | 41,68 0(1)                    | 1:23,80 0(1)                  | 167,875 | 2.    |
| 1984      | Trondheim | 41,63 (5)                     | 1:24,22 (4)                   | 42,90 (12)                    | 1:29,00 (21)                  | 171,140 | 9.    |

### Mehrkampfeuropameisterschaften

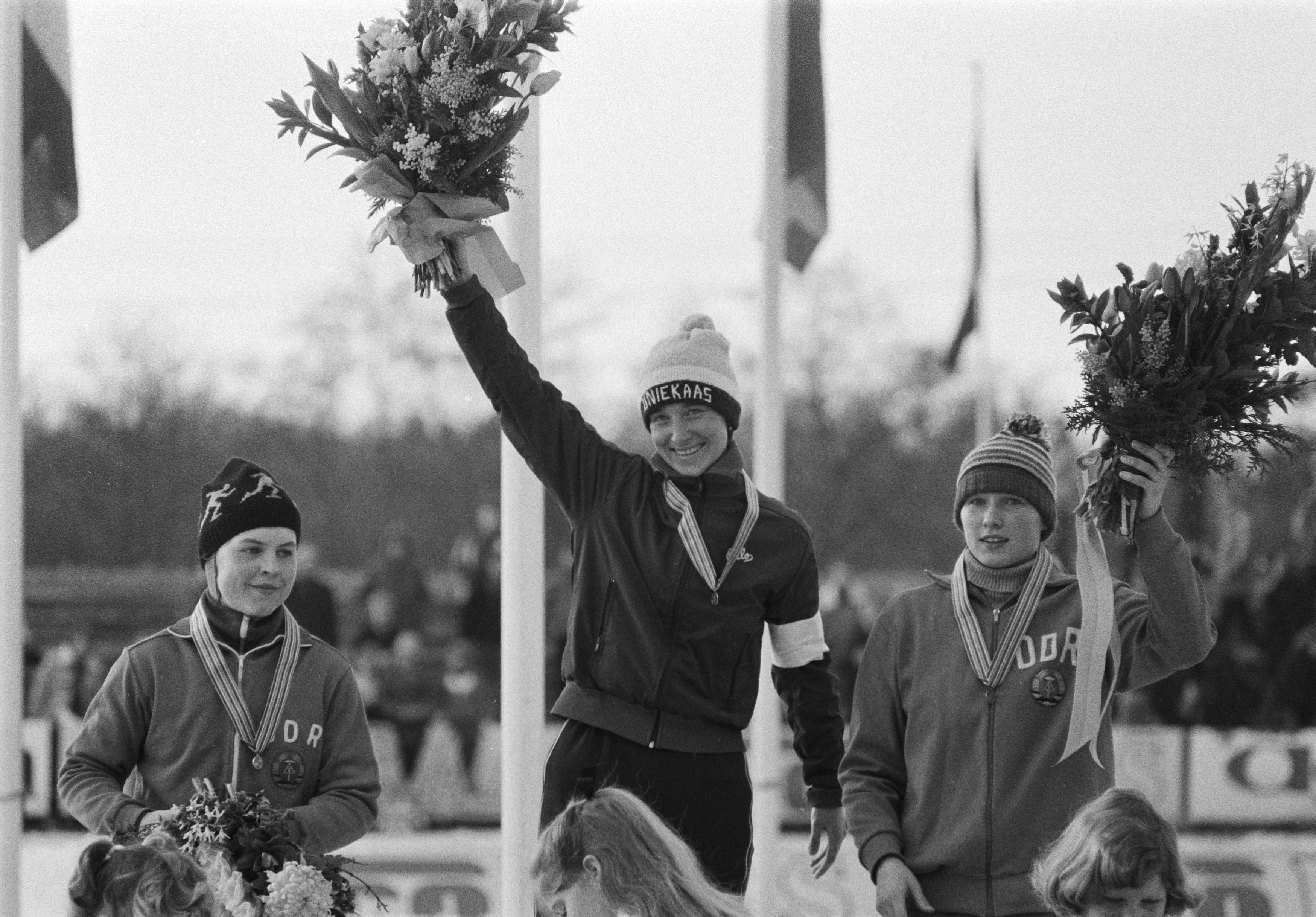
Petrusjowa (Mitte) neben Gabi Schönbrunn und Karin Enke bei der Siegerehrung der EM 1981

Von 1981 bis 1985 nahm Petrusjowa an vier Mehrkampfeuropameisterschaften teil und gewann dabei zwei Goldmedaillen sowie einmal Bronze. Die folgende Tabelle zeigt ihre Zeiten – und in Klammern jeweils dahinter ihre Platzierungen – auf den vier gelaufenen Einzelstrecken sowie die sich daraus errechnende Gesamtpunktzahl nach dem Samalog und die Endplatzierung. Die Anordnung der Distanzen entspricht ihrer Reihenfolge im Programm der Mehrkampf-EM zur aktiven Zeit Petrusjowas, ab 1983 wurde die Zusammensetzung des Mehrkampfs geändert.
| Mehrkampf-EM | Mehrkampf-EM | 500 m (in Sekunden) | 1500 m (in Minuten) | 1000 m (in Minuten) | 3000 m (in Minuten) | Punkte  | Platz |
| Jahr         | Ort          | 500 m (in Sekunden) | 1500 m (in Minuten) | 1000 m (in Minuten) | 3000 m (in Minuten) | Punkte  | Platz |
| 1981         | Heerenveen   | 42,20 (1)           | 2:10,46 (1)         | 1:24,74 (1)         | 4:38,90 (2)         | 174,539 | 1.    |
| 1982         | Heerenveen   | 41,24 (1)           | 2:09,50 (1)         | 1:23,36 (1)         | 4:43,80 (5)         | 173,386 | 1.    |
| Jahr         | Ort          | 500 m (in Sekunden) | 3000 m (in Minuten) | 1500 m (in Minuten) | 5000 m (in Minuten) | Punkte  | Platz |
| 1983         | Heerenveen   | 43,02 (3)           | 4:36,67 0(4)        | 2:10,41 0(2)        | 7:57,89 (6)         | 180,390 | 3.    |
| 1985         | Groningen    | 43,49 (8)           | 4:46,78 (11)        | 2:16,54 (10)        | 8:10,29 (8)         | 185,828 | 9.    |

### Persönliche Bestzeiten
Ihre persönlichen Karrierebestzeiten lief Petrusjowa – mit Ausnahme der 5000-Meter-Distanz – allesamt auf der Bahn in Medeo.
| Distanz | Zeit        | Datum             | Ort    |
| ------- | ----------- | ----------------- | ------ |
| 500 m   | 40,51 s     | 23. März 1984     | Medeo  |
| 1000 m  | 1:19,31 min | 26. März 1983     | Medeo  |
| 1500 m  | 2:04,04 min | 25. März 1983     | Medeo  |
| 3000 m  | 4:29,31 min | 26. Dezember 1980 | Medeo  |
| 5000 m  | 7:51,80 min | 23. August 1981   | Moskau |

### Weltrekorde
Petrusjowa stellte zwischen 1980 und 1983 insgesamt zehn Weltrekorde auf. Sie lief jeweils drei Bestzeiten auf der 1000-Meter- und auf der 1500-Meter-Distanz sowie vier im Mini-Vierkampf. Sämtliche Rekorde lief sie auf der Bahn in Medeo.
- Disziplin: Länge der gelaufenen Strecke.
- Zeit/Punkte: Gelaufene Zeit in Minuten beziehungsweise (bei Mehrkämpfen) erreichte Punktzahl nach dem Samalog.
- Datum: Datum des Weltrekords. Bei Weltrekorden im Mehrkampf entspricht das angegebene Datum dem letzten Tag des Mehrkampfs.
- Ort: Eisbahn und Ort des Weltrekords.
- Bestand: Dauer, die der Rekord Gültigkeit besaß.
- Nachfolgerin: Läuferin, die den angegebenen Rekord als erste unterbot.

| Nr. | Disziplin      | Zeit    | Datum         | Ort   | Bestand              | Nachfolgerin         |
| --- | -------------- | ------- | ------------- | ----- | -------------------- | -------------------- |
| 1   | 1000 Meter     | 1:23,01 | 27. März 1980 | Medeo | 1 Jahr und 0 Tage    | Christa Rothenburger |
| 2   | Mini-Vierkampf | 173,434 | 27. März 1980 | Medeo | 283 Tage             | Natalja Petrusjowa   |
| 3   | 1500 Meter     | 2:06,01 | 3. Jan. 1981  | Medeo | 83 Tage              | Natalja Petrusjowa   |
| 4   | Mini-Vierkampf | 171,149 | 4. Jan. 1981  | Medeo | 83 Tage              | Natalja Petrusjowa   |
| 5   | 1500 Meter     | 2:05,39 | 27. März 1981 | Medeo | 1 Jahr und 363 Tage  | Natalja Petrusjowa   |
| 6   | 1000 Meter     | 1:20,81 | 28. März 1981 | Medeo | 1 Jahr und 363 Tage  | Natalja Petrusjowa   |
| 7   | Mini-Vierkampf | 168,387 | 28. März 1981 | Medeo | 323 Tage             | Karin Busch-Enke     |
| 8   | 1500 Meter     | 2:04,04 | 25. März 1983 | Medeo | 341 Tage             | Karin Enke           |
| 9   | 1000 Meter     | 1:19,31 | 26. März 1983 | Medeo | 2 Jahre und 333 Tage | Karin Kania          |
| 10  | Mini-Vierkampf | 166,682 | 26. März 1983 | Medeo | 11 Jahre und 1 Tag   | Emese Hunyady        |